# مقاطعة ماهوننغ (أوهايو)
مقاطعة ماهوننغ (بالإنجليزية: Mahoning County)‏ هي إحدى مقاطعات ولاية أوهايو في الولايات المتحدة الأمريكية.